# Rossz nevelés
A Rossz nevelés (eredeti cím: La mala educación) 2004-ben készült spanyol filmdráma, amelyet Pedro Almodóvar írt és rendezett. Gael García Bernal, Fele Martínez, Daniel Giménez Cacho and Lluís Homar főszereplésével a film két gyermekkori barát (és szerető) újra egymásra találásáról szól, akik egy gyilkossági ügybe keverednek. A metafikció mellett, a katolikus papok által elkövetett nemi erőszak, a transzszexualitás és a kábítószer-függőség is fontos témái a cselekménynek.
A filmet számos nemzetközi filmfesztiválon vetítették, így Cannes-ban, New Yorkban, Moszkvában és Torontóban is.
Az alkotás kiváló kritikákat kapott és ebben a filmben látták az elemzők Almodóvar nagy visszatérését a sötét korszakába, ahová olyan filmeket sorolnak, mint a Matador (1986) vagy A vágy törvénye (1987).

## Cselekmény
|  | Alább a cselekmény részletei következnek! |

1980-ban Madridban Enrique Goded, a fiatal filmrendező éppen a legújabb filmtervén dolgozik, amikor váratlanul megjelenik nála egy színész, aki munkát keres. A színész állítólag Enrique iskolai barátja és első szerelme, Ignacio Rodriguez. Ignacio, akinek a mostani neve Ángel Andrade, hoz magával egy novellát is, amelynek címe „A látogatás”, és azt reméli, hogy Enrique szívesen csinálna belőle filmet és neki adná benne a főszerepet. Enrique-t nagyon felizgatja az ötlet, hiszen „A látogatás” azt az időt írja le, amit együtt töltöttek a bentlakásos katolikus iskolában, illetve tartalmaz egy elképzelt történetet is arról, hogy miként találkoztak újra évek múlva mint felnőttek.
„A látogatás” 1977-ben játszódik, egy nőimitátor művész és transzvesztita, Zahara története, akinek a születésekor az Ignacio nevet adták. Zahara ki akarja rabolni egy részeg rajongóját, de rájön, hogy az a gyermekkori szerelme, Enrique. Ezután elmegy a régi iskolájába és szembesül Manolo atyával, aki fiúkorában megerőszakolta őt. Egymillió pesetát követel tőle azért, hogy ne adja ki „A látogatás”-t. A történet egy bentlakásos katolikus fiúiskolában játszódik 1964-ben. Az iskolában Ignacio, egy csodás hangú fiú áldozata lesz Manolo atya kéjvágyának, aki az iskola igazgatója és irodalomtanár. Ignacio első szerelme Enrique, az egyik osztálytársa lesz. Az egyik éjjel Manolo atya felfedezi őket és megfenyegeti Enrique-t, hogy kirúgja. Azért, hogy ezt megelőzze, Ignacio felkínálja magát Manolo atyának. A pap nemi erőszakot követ el Ignación, de így is kirúgja Enrique-t.
Enrique szeretné elkészíteni Ignacio történetének filmadaptációját, de Ángel feltétele az, hogy ő játssza benne Zaharát, a transzszexuális főszereplőt. Enrique továbbra is szkeptikus marad, mert úgy érzi, hogy az az Ignacio, akit ő szeretett és az, aki Ignacio ma, két teljesen különböző ember. Elutazik Galiciába Ignacio édesanyjához és megtudja, hogy az igazi Ignacio már négy éve halott és az az ember, aki az irodájában megjelent, valójában Ignacio öccse, Juan.
Enrique érdeklődése még tovább nő és úgy dönt, hogy megcsinálja a filmet Juannal, aki Ignaciót alakítaná, hogy megtudja, mi ösztönzi erre Juant. Enrique és Ángel viszonyt kezdenek és Enrique úgy írja át a forgatókönyvet, hogy annak végén Manolo atya, akit Ignacio megpróbált megzsarolni, hogy így szerezzen pénzt a nemi átváltoztató műtétre, megöleti Ignaciót. Amikor a vonatkozó jelenetet forgatják, Ángel váratlanul könnyekben tör ki.
A forgatás helyszínére ellátogat Manuel Berenguer, aki valójában Manolo atya, akit eltávolítottak az egyházból. Berenguer bevallja Enrique-nek, hogy a film újonnan írt vége nem is áll annyira távol a valóságtól: az igazi Ignacio valóban megzsarolta Berenguert, aki nagy nehezen összekaparta a pénzt, de közben felkeltette érdeklődését Ignacio öccse, Juan is. Juan és Manuel viszonyt kezdtek és egy idő után rájöttek, hogy mindketten holtan szeretnék látni Ignaciót. Juan szerez nagyon tiszta heroint, hogy a bátyja túladagolásban haljon meg. A gyilkosság után a kapcsolatuk felbomlik; Berenguer folytatná a viszonyt Juannal, de Juant már nem érdekli. Berenguer azt mondja neki, hogy sosem engedi el Juant, ám Juan megfenyegeti, hogy megöli Berenguert, ha nem hagyja békén. Berenguer megkísérli megzsarolni Juant az Ignacio meggyilkolásában játszott szerepével.
Enrique-t sokkolja, amit hall, és egyáltalán nem érdeklik Juan gyenge érvei, hogy miért tette ezt a bátyjával. Végül, mielőtt elmenne, Juan átad Enrique-nek egy papírdarabot, egy Enrique-nek szóló levelet, amelyet Ignacio éppen azelőtt kezdett gépelni, hogy meghalt.
Az epilógusban elmesélik, hogy Enrique később bemutatja a filmet és nagy sikert ér el vele. A bátyja iránt érzett gyász és bűntudata ellenére Juan is sikeres lesz, de később csak televíziós munkákat kap. Berenguer egy autóbalesetben hal meg (amit Juan okozott, és így beváltotta a filmben korábban tett ígéretét).
|  | Itt a vége a cselekmény részletezésének! |

## Szereplők
- Gael García Bernal – Juan / Ángel / Zahara.
- Fele Martínez – Enrique Goded
- Daniel Giménez Cacho – Manolo atya
- Lluís Homar – Sr. Manuel Berenguer
- Javier Cámara – Paca/Paquito
- Petra Martínez – az anya
- Nacho Pérez – a fiatal Ignacio
- Raúl García Forneiro – a fiatal Enrique
- Francisco Boira – Ignacio
- Juan Fernández – Martín
- Alberto Ferreiro – Enrique Serrano
- Leonor Watling – Monica, ruhatáros lány

## A film készítése
Almodóvar elmondása szerint több mint tíz évig dolgozott a forgatókönyvön.
Spanyolországban 2004. március 19-én, Magyarországon 2004. szeptember 9-én mutatták be.

## Fogadtatás

### Kritikai visszhang
A film abban a megtiszteltetésben részesült, hogy vele nyitották meg a 2004-es cannes-i fesztivált; ez volt az első fesztiválnyitó film Spanyolországból. Ezenkívül számos jelentős díjra kapott nevezést, így a a legjobb nem angol nyelvű filmért járó BAFTA-díjra, a a legjobb külföldi filmnek járó César-díjra, a Legjobb európai film díjára és a Goya-díjra is, de ezeket nem nyerte el.

### Bevételi adatok
A film világszerte több mint 40 millió dollár árbevételt produkált, 5,2 milliót az Egyesült Államokban csak mozijegybevételből, ami idegen nyelvű film esetében sikernek számít.

## Fordítás
- Ez a szócikk részben vagy egészben  a    Bad Education című angol Wikipédia-szócikk ezen változatának fordításán alapul.  Az eredeti cikk szerkesztőit annak laptörténete sorolja fel. Ez a jelzés csupán a megfogalmazás eredetét és a szerzői jogokat jelzi, nem szolgál a cikkben szereplő információk forrásmegjelöléseként.